# Wole Soyinka

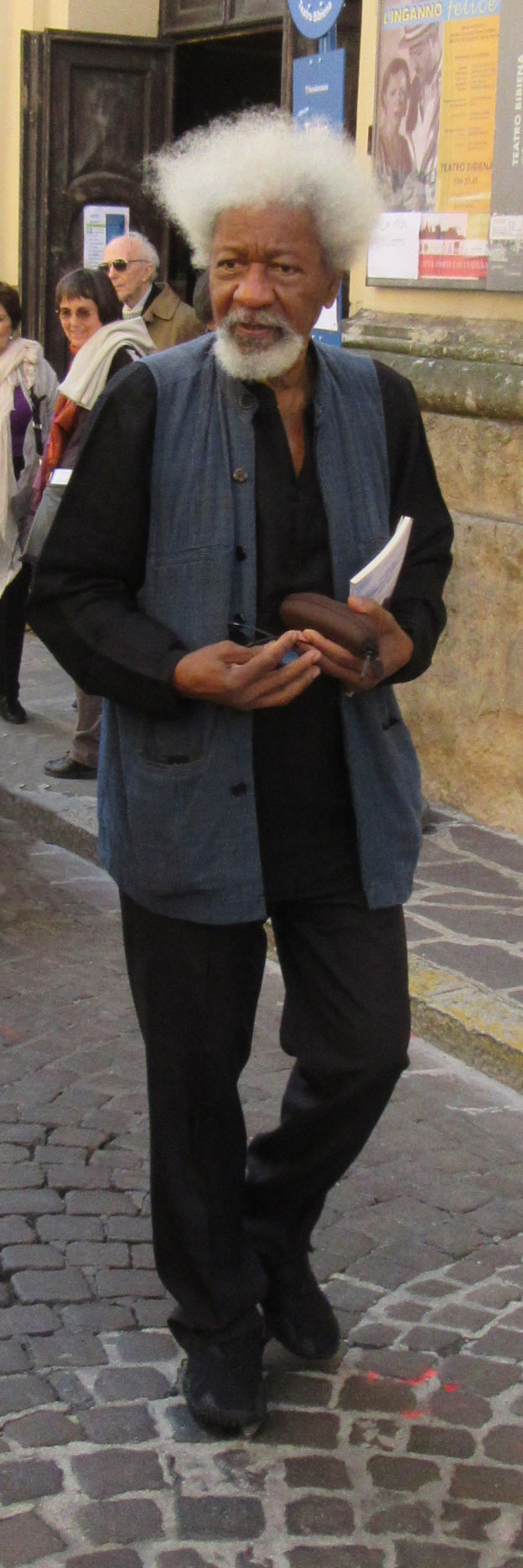
Soyinka, a la salida del Teatro Bibbiena de Mantua durante el Festivaletteratura de 2019

Akinwande Oluwole Babatunde Soyinka, conocido como Wole Soyinka (Abeokuta, 13 de julio de 1934), es un escritor nigeriano en idioma inglés, el primer africano en conseguir el Premio Nobel de Literatura en 1986.
Soyinka nació en el seno de una familia yoruba en Abeokuta. En 1954, asistió al Government College de Ibadan, y posteriormente University College Ibadan y la Universidad de Leeds en Inglaterra. Tras estudiar en Nigeria y el Reino Unido, trabajó con el Royal Court Theatre de Londres. Llegó a escribir obras que se produjeron en ambos países, en teatros y en la radio. Participó activamente en la historia política de Nigeria y en su campaña por la independencia de la Dominio colonial británico. En 1965, se apoderó del estudio del Servicio de Radiodifusión de Nigeria Occidental y emitió una demanda de cancelación de las elecciones regionales de Nigeria Occidental. En 1967, durante la Guerra Civil Nigeriana, fue detenido por el gobierno federal del general Yakubu Gowon y recluido en régimen de aislamiento durante dos años, por ofrecerse voluntario como mediador no gubernamental. 
Soyinka ha criticado duramente a los sucesivos gobiernos nigerianos (y africanos en general), especialmente a los numerosos dictadores militares del país, así como a otras tiranías políticas, incluido el régimen de Mugabe en Zimbabue. Gran parte de sus escritos han versado sobre "la bota opresora y la irrelevancia del color del pie que la lleva". Durante el régimen del general Sani Abacha (1993-98),  Soyinka escapó de Nigeria en motocicleta por la "NADECO Route". Posteriormente, Abacha dictó contra él una sentencia de muerte "in absentia". Una vez restablecido el gobierno civil en Nigeria en 1999, Soyinka regresó a su nación.
En Nigeria, Soyinka fue profesor de Literatura comparada (1975 a 1999) en la Universidad Obafemi Awolowo, entonces llamada Universidad de Ifẹ̀. Con el restablecimiento del gobierno civil en Nigeria en 1999, fue nombrado profesor emérito.  Durante su estancia en Estados Unidos, enseñó por primera vez en la Universidad de Cornell como profesor Goldwin Smith de Estudios Africanos y Artes Teatrales de 1988 a 1991 y después en la Universidad de Emory, donde en 1996 fue nombrado profesor Robert W. Woodruff de Artes. Soyinka ha sido profesor de escritura creativa en la Universidad de Nevada, Las Vegas, y ha ejercido como académico residente en el Instituto de Asuntos Afroamericanos de la Universidad de Nueva York y en la Universidad Loyola Marymount de Los Ángeles, California. También ha impartido clases en las universidades de Cambridge, Oxford, Harvard y Yale, y también fue Distinguished Scholar in Residence en Duke University en 2008.
En diciembre de 2017, Soyinka fue galardonado con el Premio Europa de Teatro en la categoría de "Premio Especial", otorgado a quien haya "contribuido a la realización de eventos culturales que promuevan el entendimiento y el intercambio de conocimientos entre los pueblos". 

## Biografía
Akinwande Oluwole Babatunde Soyinka nació en 1934 en Abeokuta, Nigeria. Comenzó sus estudios superiores en la Universidad de Ibadán, que culminaría en la Universidad de Leeds, donde retornaría en la década de 1970 para conseguir un doctorado.
Entre 1957 y 1959, trabajó en el "Royal Court Theatre" de Londres como director y actor. En este período también escribió tres obras para una pequeña compañía de actores que había reclutado. Si bien muchos escritores africanos rechazaban el uso de las lenguas europeas debido a la asociación entre Europa y la violenta colonización de África, Soyinka optó por desarrollar sus escritos en inglés. Se caracteriza por mezclar las tradiciones africanas con el estilo europeo, utiliza tradiciones y mitos africanos y los narra utilizando formas occidentales. Siempre aprovechó sus obras para difundir su postura social y política, por lo cual su obra está plagada de simbolismos (algunos sencillos, otros bastante complejos). Este estilo ácido fue una de las causas de su arresto en 1967.
En la década de 1960 vuelve a Nigeria para estudiar el teatro africano, y ese mismo año funda el grupo teatral "Las máscaras de 1960". Sus trabajos en esta época están teñidos de algo de crítica social, pero por lo general esta se hace en un modo ligero y, a veces, humorístico. En 1964, funda la "Compañía de Teatro Orisun". También enseña teatro y literatura en las universidades de Lagos e Ibadán. Pero en 1967, es arrestado durante la guerra civil de Nigeria por haber escrito un artículo en el que abogaba por un armisticio. Acusado de conspiración, es encerrado por más de 20 meses y a fines de 1969 es liberado.
Ya en la década de 1970, liberado de la prisión, su obra se torna más oscura y crítica. Ataca al sistema y en ella se refleja el sufrimiento del autor y del pueblo nigeriano.
En 1986, le otorgan el Premio Nobel de Literatura. Es el primer escritor africano que lo recibe.

## Obra
Teatro
- Keffi's Birthday Treat (1954)
- The Invention (1957)
- The Swamp Dwellers (1958)
- A Quality of Violence (1959)[25]
- The Lion and the Jewel (1959)
- The Trials of Brother Jero
- A Dance of the Forests (1960)
- My Father's Burden (1960)
- The Strong Breed (1964)
- Before the Blackout (1964)
- Kongi's Harvest (obra) (1964)
- The Road (1965)
- Madmen and Specialists (1970)
- The Bacchae of Euripides (1973)
- Camwood on the Leaves (1973)
- Jero's Metamorphosis (1973)
- Death and the King's Horseman (1975)
- Opera Wonyosi (1977)
- Requiem for a Futurologist (1983)
- Sixty-Six (short piece) (1984)[26]
- A Play of Giants (1984)
- From Zia with Love (1992)
- The Detainee (radio play)
- A Scourge of Hyacinths (radio play)
- The Beatification of Area Boy (1996)
- Document of Identity (radio play, 1999)
- King Baabu (2001)
- Etiki Revu Wetin
- Alapata Apata (2011)

Novela
- The Interpreters (1964)
- Season of Anomy (1972)
- Chronicles from the Land of the Happiest People on Earth (2021)

Relato
- A Tale of Two (1958)
- Egbe's Sworn Enemy (1960)
- Madame Etienne's Establishment (1960)

Autobiografía
- The Man Died: Prison Notes (1971)
- Aké: The Years of Childhood (1981)
- Ibadan: The Penkelemes Years: a memoir 1946-65 (1989)
- Isara: A Voyage around Essay (1990)
- You Must Set Forth at Dawn (2006)

Poesía
- Idanre and other poems (1967)
- A Big Airplane Crashed Into The Earth (en origen: Poems from Prison) (1969)
- A Shuttle in the Crypt (1971)
- Ogun Abibiman (1976)
- Mandela's Earth and other poems (1988)
- Early Poems (1997)
- Samarkand and Other Markets I Have Known (2002)

Ensayo
- Towards a True Theater  (1962)
- Culture in Transition (1963)
- Neo-Tarzanism: The Poetics of Pseudo-Transition
- Art, Dialogue, and Outrage: Essays on Literature and Culture (1988)
- From Drama and the African World View (1976)
- Myth, Literature, and the African World (1976)[27]
- The Blackman and the Veil (1990)[28]
- The Credo of Being and Nothingness (1991)
- The Burden of Memory – The Muse of Forgiveness (1999)
- A Climate of Fear (2004)
- New Imperialism (2009)[29]
- Of Africa (2012)[30]

Cine
- Kongi's Harvest
- Culture in Transition
- Blues for a Prodigal

Traducción
- The Forest of a Thousand Demons: A Hunter’s Saga (1968; traducido de Ògbójú Ọdẹ nínú Igbó Irúnmalẹ̀, de Daniel O. Fagunwa)
- In the Forest of Olodumare (2010; traducido de Igbo Olodumare, también de D. O. Fagunwa)